# Andorra tại Thế vận hội Mùa đông 2018
Andorra đã tham dự Thế vận hội Mùa đông 2018 ở Pyeongchang, Hàn Quốc, từ ngày 9 đến 25 tháng 2 năm 2018, với 5 vận động viên (VĐV) tranh tài ở 3 môn thể thao.

## Số VĐV
Bảng sau liệt kê số VĐV Andorra tham gia thi đấu theo môn.
| Môn                   | Nam | Nữ | Tổng số |
| --------------------- | --- | -- | ------- |
| Trượt tuyết đổ đèo    | 2   | 1  | 3       |
| Trượt tuyết băng đồng | 1   | 0  | 1       |
| Trượt ván trên tuyết  | 1   | 0  | 1       |
| Tổng số               | 4   | 1  | 5       |

## Trượt tuyết đổ đèo
Andorra có 3 VĐV trượt tuyết đổ đèo thi đấu chính thức.
| VĐV                | Nội dung         | Lượt 1    | Lượt 1  | Lượt 2    | Lượt 2  | Tổng số   | Tổng số |
| VĐV                | Nội dung         | Thời gian | Xếp thứ | Thời gian | Xếp thứ | Thời gian | Xếp thứ |
| ------------------ | ---------------- | --------- | ------- | --------- | ------- | --------- | ------- |
| Marc Oliveras      | Kết hợp nam      | 1:21.67   | 31      | 52.97     | 30      | 2:14.64   | 29      |
| Marc Oliveras      | Đổ dốc nam       | —         | —       | —         | —       | KHT       | KHT     |
| Marc Oliveras      | Super-G nam      | —         | —       | —         | —       | 1:27.84   | 33      |
| Joan Verdu Sanchez | Dích dắc lớn nam | 1:12.06   | 33      | KHT       | KHT     | KHT       | KHT     |
| Joan Verdu Sanchez | Đổ dốc nam       | —         | —       | —         | —       | 1:44.65   | 37      |
| Joan Verdu Sanchez | Kết hợp nam      | 1:23.01   | 50      | 49.53     | 21      | 2:12.54   | 27      |
| Joan Verdu Sanchez | Super-G nam      | —         | —       | —         | —       | 1:26.86   | 28      |
| Mireia Gutiérrez   | Dích dắc nữ      | 53.22     | 34      | 52.84     | 31      | 1:46:06   | 30      |

## Trượt tuyết băng đồng
Andorra có một suất nam và một suất nữ đủ điều kiện tham gia, nhưng chỉ gửi đại diện nam đến tranh tài.
Đường dài
| Số VĐV                  | Nội dung           | Cổ điển   | Cổ điển | Tự do     | Tự do   | Tổng số   | Tổng số     | Tổng số |
| Số VĐV                  | Nội dung           | Thời gian | Xếp thứ | Thời gian | Xếp thứ | Thời gian | Khoảng cách | Xếp thứ |
| ----------------------- | ------------------ | --------- | ------- | --------- | ------- | --------- | ----------- | ------- |
| Irineu Esteve Altimiras | 15 km tự do nam    | —         | —       | —         | —       | 35:40.7   | +1:56.8     | 27      |
| Irineu Esteve Altimiras | 30 km phối hợp nam | 43:16.5   | 45      | 38:31.2   | 46      | 1:21:47.7 | +5:27.7     | 46      |
| Irineu Esteve Altimiras | 50 km cổ điển nam  | —         | —       | —         | —       | 2:19:08.3 | +10:46.2    | 34      |

## Trượt ván trên tuyết
Andorra có một VĐV nam tham gia nội dung địa hình tốc độ.
Địa hình tốc độ
| Lluis Marin Tarroch | Địa hình tốc độ nam | 1:15.47 | 26 | 1:15.37 | 6 | 1:15.37 | 30 | 5 | Không đi tiếp | Không đi tiếp | Không đi tiếp | Không đi tiếp | Không đi tiếp | Không đi tiếp |